# 어니스트 킹
어니스트 조지프 킹(Ernest Joseph King, 1878년 11월 23일 ~ 1956년 6월 25일)은 미 해군의 군인으로 원수의 자리에 올랐던 인물이다. 제2차 세계대전 중에는 해군 최고 지위인 미합중국함대 사령관 겸 해군작전부장으로서 전략지도를 펼쳤고 태평양함대 사령관 체스터 니미츠의 직속상관이었다.

## 생애

### 출생~해군입대
킹은 1878년 11월 23일 오하이오주 로레인에서 부친 제임스 크라이즈들 킹(James Clydesdale King), 모친 엘리자베스 킴 킹(Elizabath Keam King)의 사이에서 태어났다. 부친은 아일랜드계 이민자출신으로 이리호에서의 뱃일과 교량공사원을 거쳐 철도수리공장 직원, 외조부는 영국 프리머스의 선박공으로 일하다 미국으로 건너와서 정유회사에서 근무했다.
고등학교에 보내는게 고작이었던 가정형편 상 1897년에 아나폴리스 해군병학교에 입학, 재학 중에 일어난 미국 스페인 전쟁에 지원하여 순양함 샌프란시스코 C-5의 승조원이 된다.
1901년에 졸업, 석차는 67명 중 4등.
소위후보생이 되자 전함 일리노이 BB-7의 승조원이 되지만 얼마 지나지 않아 부장과 다툼이 생겼고 아시아함대소속 순양함 신시내티 C-7으로 전속하게 된다.

### 일본 체험
신시내티가 우라가에 입항했을 때 킹은 가마쿠라 대불을 구경하기 위해 가마쿠라로 향했다. 하지만 한창 구경을 하던 도중 소매치기를 당해 지갑을 도둑맞는다. 가마쿠라역에 도착하고 나서야 소매치기를 당했다는 걸 알게 된 킹은 역무원에게 자신의 신분과 사정을 설명하고 후불로 요코스카행 표를 구입하려고 했지만 역무원은 끝까지 현금을 낼 것을 요구했다. 이 때의 상황을 킹은 다음과 같이 이야기하였다. "역무원은 나를 몹시 수상히 여기고 있었다. 혹은 외국인은 죄다 거짓말쟁이라는 신앙이라도 믿고 있는게 틀림없어보였다. 어찌되었든 현금이 없으면 표를 팔 수없다라는 말만 되풀이했다. 결국 본관은 오버코트를 전당포에 잡혀서 요코스카행 3등석표를 샀다."
일주일 후 돈을 주고 오버코트를 다시 찾아왔지만 "대단히 불쾌해서 전당포에 요금만 내고 팁은 1센트도 주지 않았다."라고 하였다. 이 사건과 러일전쟁 승리의 영향으로 백인에 대해 오만방자한 태도를 취하고 있던 일본인에게 나쁜 인상을 품게 되었다. 2년 반의 근무 후 귀국, 1903년에 정식으로 소위임관한다.

### 전간기
제1차 세계대전 후 대령이었던 48세에 파일럿 자격을 취득하여 항공대로 들어가 USS 렉싱턴 (CV-2)의 함장이 된다. 더욱이 해군대학교 고급과정에서 전략을 배웠다.
이 때 학생에게 대일전략을 검토하는 과제가 나왔다. 킹은 레포트에 "적 오렌지(일본)는 미국을 불리한 대외전으로 이끌어서 타격을 줄 것이다. 이를 위하여 오렌지는 필리핀, 나아가서 하와이를 공격할 가능성도 있으며 미국은 오렌지와의 싸움에서 몹시 불리한 수단과 방법 밖에 주어지지 않은 전쟁에 휘말리는 것을 예측해야한다"
"가마쿠라에서의 체험은 내게 일본인의 두 가지 특성을 가르쳐주었다. 하나는 지갑을 뺏는데 폭력보다는 허술한 틈을 노리는 기술을 중시하는 점이고 또 하나는 역무원의 태도에서처럼 상대의 불리함을 봐주지 않는다는 것이다. 이 두 가지 특성이 군사적인 면에서 발휘된다면 일본의 전쟁수행 방식이 기습과 여러방향에서의 전진기지추진을 기초로 할 것이라는 걸 쉽게 상상할 수 있을 터이다."라고 가마쿠라에서의 체험을 바탕으로 일본의 기습전략을 예측했다.
1933년 소장으로 진급하고 해군항공국장으로 취임. 1938년 항공함대사령관, 중장진급. 1939년에는 소장으로 돌아가 장관회의(General Board)의 멤버가 된다. 평시라면 퇴역을 기다리는 한직이지만 찰즈 에디슨 해군장관의 합중국함대관열의 수행원이 되었을 때 함정의 대공포 대책을 명받았고 통상 3년이 걸릴 일을 겨우 3개월만에 끝낸데서 칼 윈슨 하원의원의 눈에 들게 된다. 1940년 7월에 양양(대서양과 태평양)함대법이 성립되어 대서양함대가 발족하자 프랭클린 델라노 루즈벨트 대통령의 지명을 받아 대서양함대 사령관에 취임한다. 1941년 2월에 대장으로 진급.

### 제2차 세계대전
진주만 공격이 일어났을 때 킹은 보고를 한 부관 앞에서 "그래, 나는 알고 있었지"라고 외쳤다. 태평양 함대사령관이자 합중국 함대사령관이었던 허즈번드 킴벨 대장이 패전의 책임을 지고 해임되자, 1941년 12월 16일 프랭크 녹스 해군장관의 지명을 받아 합중국함대 사령관으로 임명된다.
1942년 3월에 대통령명령으로 해군작전부장 해롤드 스터크 대장이 경질되자 해군작전부장의 후임이 되어 미국 해군 사상최초로 대통령 직속 합중국 함대 사령관과 해군장관막료인 해군작전부장의 지위를 겸임하게 된다.
1944년 12월 17일 전시특례로써 원수로 진급한다. "유럽제일주의"로 기울어지기 쉬웠던 육해군참모장회의(4인 구성)의 멤버로서 킹은 대일전의 승리에 정력을 쏟았다. 또 필리핀공략을 우선시하는 맥아더의 전략에 반대하여 대만공략에 의한 보급선차단을 주장했지만 받아들여지지 않았다. 이후 육군과 협조하여 전에 반대했던 일본본토 공략작전에도 찬성했다. 찬성이유를 들은 체스터 니미츠는 "40년 전에 도둑맞은 지갑을 되찾을 수 있을까라고 생각하셨군."이라고 말했다.

### 전후~말년
1945년 12월 15일 해군작전부장의 자리를 니미츠에게 넘기고 해군장관의 고문이 되었다(합중국함대는 동년 10월 폐지). 이후 워싱턴DC에서 은퇴생활을 보냈는데 1947년 뇌출혈을 앓고 베데즈다 해군병원에 입원, 이후 와병으로 일어나지 못하게 된다. 1956년 6월 26일 77세의 나이에 심장발작으로 서거.
파라가트급 구축함 5번함이 그의 이름을 땄다. 또한 사세보 해군 기지 안의 미국 국방부 교육처 학교도 그의 이름을 따왔다.

## 인물
개인적으로도 일본인을 싫어하며 일본인을 싫어한다고 알려졌는데 영국에도 좋은 인상을 가지고 있지 않으며 특히 대전 중에는 영국의 미국의존적인 자세에 비판적이었다. 이 때문에 대서양방면의 의사결정회의에 킹이 참가하면 회의장 분위기가 험해졌다.
킹은 상관, 부하 모두에게 미움받기 쉬운 성격이었는데 해군사관으로서의 유능함은 그를 싫어하는 사람들조차도 인정하는 것이었다. 하지만 전쟁종반, 전 해군차관으로 해군을 편애하던 루즈벨트가 서거하자 후임인 트루먼은 킹을 싫어했으며 포레스탈 해군장관과도 사이가 나빴다. 그 때문에 킹은 제2차 세계대전이 끝나자 천덕꾸러기 신세가 되었다.

## 참고 문헌
- 코지마 노보루 (1974년). 《지휘관 (하)》 (일본어). 분슌분코.
- 타니미츠 타로 (1993). 《어니스트 킹: 태평양전쟁을 지휘했던 미 해군전략가》 (일본어). 하쿠도쇼보. ISBN 978-4-561-51021-5.
- 《서양사면백인인물전 어니스트 J 킹》. 역사군상No.34 (일본어). 가쿠슈겐큐샤. 1998년.